# Ernest Ier de Hesse-Rheinfels
Pour les articles homonymes, voir Ernest Ier.
Ernest Ier de Hesse-Rheinfels (en allemand, Ernst Ier von Hessen-Rheinfels, né le 18 décembre 1623 à Cassel, décédé le 12 mai 1693 à Cologne.
Il est landgrave de Hesse-Rheinfels de 1649 à 1693, landgrave de Hesse-Rotenburg de 1655 à 1693.

## Famille
Fils de Maurice de Hesse-Cassel et de Julienne de Nassau-Dillenbourg.
En juin 1647, Ernest Ier de Hesse-Rheinfels épousa Marie-Éléonore de Solms-Lich (1632-1689), (fille du comte Philippe-Reinhard Ier de Solms-Lich et d'Élisabeth de Wied-Runkel).
Deux enfants sont nés de cette union :
- Guillaume de Hesse-Rheinfels-Rotenbourg, landgrave de Hesse-Rheinfels-Rotenbourg

- Charles de Hesse-Wanfried (1649-1711), landgrave de Hesse-Wanfried de 1693 à 1711. En 1669, il épouse Sophie de Salm (1649-1675), (fille du comte Éric de Salms), (postérité). Veuf, il épouse en 1678 Alexandrine de Leiningen (1651-1701), fille du comte Emich XII de Leiningen (postérité).

En 1690, Ernest Ier de Hesse-Rheinfels épousa Alexandrine de Durnizi (décédée en 1754).

## Biographie
Ernest Ier de Hesse-Rheinfels est instruit de la foi calviniste lors ses voyages en France et en Italie. Il participe à la reconquête du comté de Katznelnbogen par les troupes de la landgravine Amélie de Hesse-Cassel, qui en 1647 est intégré à la Hesse-Cassel. Les relations entre la lignée de Hesse-Rheinfels et la Hesse-Cassel sont extrêmement compliquées. Les règles de successions sont réglées quelques années plus tard, mais les litiges politiques et juridiques continuent entre les deux Maisons. Concernant la religion, Ernest Ier de Hesse-Rheinfels est un landgrave tolérant. Le 6 janvier 1652 à Cologne, Ernest Ier de Hesse-Rheinfels se convertit avec toute sa famille au catholicisme.
Suivant ses dernières volontés, il est inhumé dans l'église de Bornhofen.
Ernest Ier de Hesse-Rheinfels est le fondateur de la lignée des Hesse-Rheinfel. Cette quatrième branche, qui s'éteint au décès de Victor-Amédée de Hesse-Rheinfels-Rotenbourg (1834), est issue de la première branche de la Maison de Hesse, elle-même issue de la première branche de la Maison de Brabant.